# To the Last Man (livro de Jeff Shaara)
To the Last Man: A Novel of the First World War. é uma novela histórica escrita por Jeff Shaara sobre a experiência de vários combatentes na Primeira Guerra Mundial. O livro tornou-se um best-seller nacional e recebeu elogios de pessoas como o General Tommy Franks.

## Sinopse
A novela é baseada na chegada do General John J. Pershing com as tropas americanas á Frente ocidental em 1917. Movendo-se de forma diferente em relação aos romances anteriores de Shaara, o livro foca-se não apenas nos generais, mas também na Força Expedicionária Americana, incluindo as experiências de um personagem chamado Templo de Roscoe e um capítulo sobre um novo recruta britânico que reforça as fileiras, apenas para ser morto durante um ataque às trincheiras alemãs várias horas depois.
O livro também perfila ases da aviação como o alemão Manfred von Richthofen e Raoul Lufbery dos Estados Unidos.

## Prémios
O romance recebeu o W.Y. Boyd Literary Award por excelência em ficção militar da American Library Association em 2005.

## Ligações Externas
- «Sítio oficial»